# 恩曲他滨
恩曲他滨（Emtricitabine，缩写：FTC ，商品名为Emtriva、惠尔丁），是一种核苷类逆转录酶抑制剂(NRTI)，用于预防和治疗成人和儿童的HIV感染，同时亦可治疗HBV感染。
该药亦与替诺福韦二吡呋酯以恩曲他滨/替诺福韦的组合或与丙酚替诺福韦以恩曲他滨/丙酚替诺福韦的组合销售。2006年7月12日，FDA批准了一种由恩曲他滨、替诺福韦和依法韦仑作为有效成分所组成的的固定剂量三联药物 。
该药为世界卫生组织基本药物。截至2017年，该药在美国的处方量超过200万张。

## 临床应用

### 艾滋病
恩曲他滨与其他抗逆转录病毒药物联合用于预防和治疗HIV-1感染。

### 乙型肝炎
恩曲他滨显示出针对HBV的临床活性，但未被FDA批准用于治疗HBV感染。NMPA则批准该药用于治疗HIV与HBV。研究表明，在慢性HBV感染的个体中，恩曲他滨可显着改善组织学、病毒学和生化指标且在治疗期间的安全性与安慰剂相似。恩曲他滨与所有其他抗逆转录药物一样，不能完全治愈HIV和HBV感染。在一项涉及HBV感染者的研究中，23%既往接受恩曲他滨治疗的个体出现了感染症状。 在涉及慢性HIV感染者的研究中，当研究对象停止治疗时，病毒复制也会恢复。与治疗HIV感染的药物一样，治疗HBV感染的药物必要时也应采用联合用药的方式降低HBV的耐药性。目前尚未有研究验证恩曲他滨与其他抗HBV药物联合使用的有效性。

## 不良反应
在临床应用中，恩曲他滨的耐受性良好。最常见的不良事件是腹泻、头痛、恶心和皮疹。这些症状的严重程度一般为轻度至中度。另外该药会导致约2%的非洲裔患者手掌或足底皮肤色素沉着过度。该药严重的不良反应包括肝毒性及乳酸性酸中毒。
该药与拉米夫定非常相似，两者之间存在交叉耐药性。

## 作用机制
恩曲他滨是胞苷的类似物。该药物通过抑制逆转录酶起作用。通过抑制逆转录酶，恩曲他滨可以帮助降低患者体内HIV的病毒载量，并可以间接增加免疫系统细胞（包括T细胞及CD4+细胞）。

## 历史
恩曲他滨是由埃默里大学的丹尼斯·C·利奥塔博士团队发现的，1996年该药的商业化开发被授权给美国三角制药。三角制药于2003年被吉利德科学收购，后者完成了恩曲他滨的商业化开发，并于 2003年7 月2日获得 FDA 批准上市。